# کامیون کمپرسی

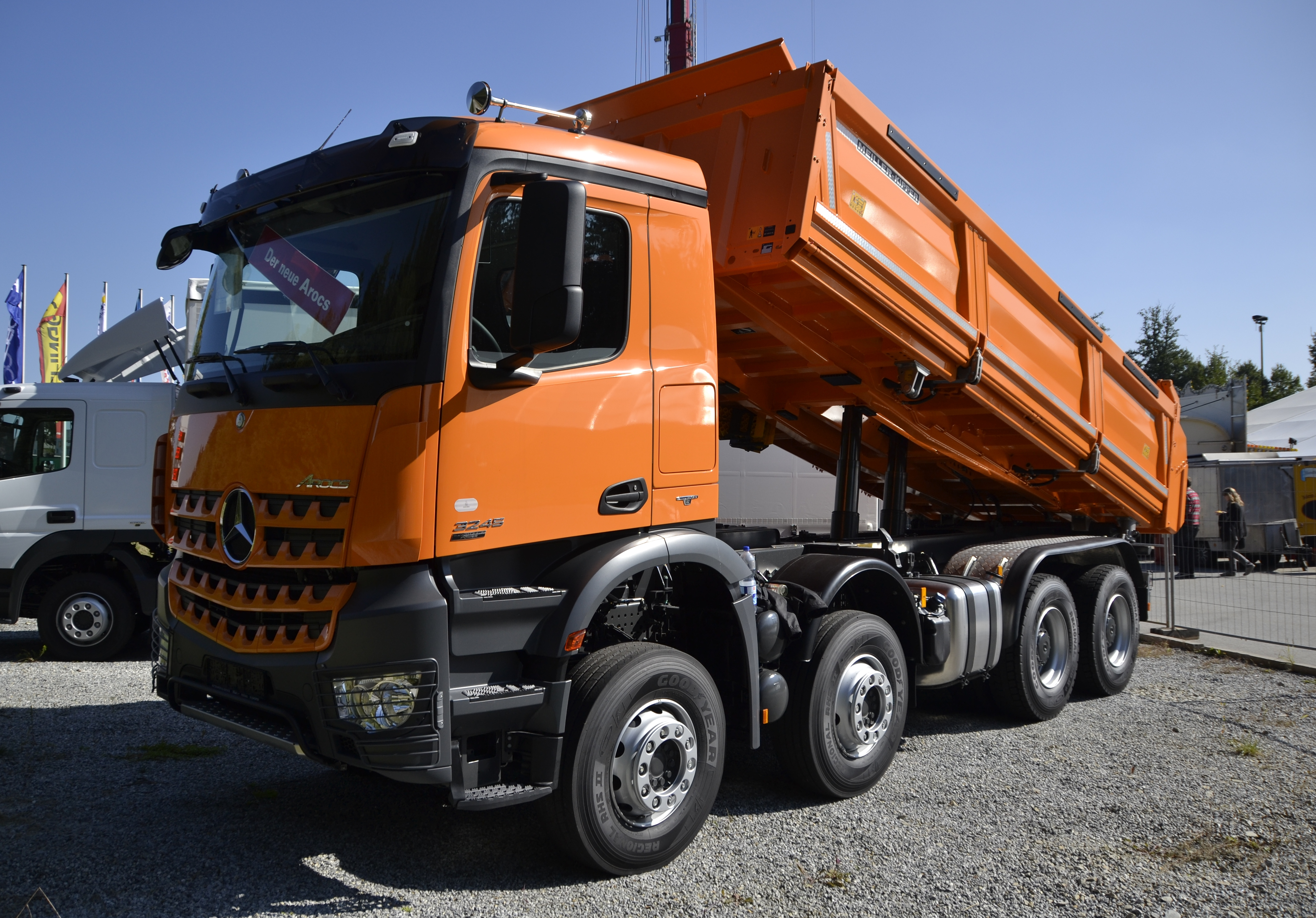
کامیون کمپرسی یا دامپتراک

کامیون کمپرسی یا دامپتراک گونه‌ای کامیون برای ترابری و جابجایی موادی مانند شن، ماسه، سنگریزه و نخاله‌های معدنی و ساختمانی می‌باشد.
بیشتر مدل‌های کمپرسی دارای سازه‌ای هیدرولیکی هستند که از آن برای خالی کردن مواد توسط کفهٔ پشتی آن استفاده می‌کنند.
کمپرسی‌های مفصلی یا کمرشکن نیز دارای مفصلی بین کابین و کفهٔ پشتی هستند.
کاربرد اصلی این نوع دستگاه ها بیشتر در معادن و جهت خاکبرداری در سطح وسیع می باشد.
از شرکت‌های بزرگ سازنده دامپتراک می توان به بلاز، کوماتسو، کاترپیلار و لیبهر اشاره کرد